# 테릴 로서리
테릴 로서리(Teryl Rothery, 1962년 11월 9일 ~ )는 캐나다의 배우이다.

## 출연 작품
- 마이 보이프렌즈 독스 (2014)
- 티미의 못말리는 무비 : 티미가 커졌어요 (2011)
- 앨리스 (2009)
- 화이트 노이즈 2 (2007)
- 위스퍼 (2007)
- 리틀 야구왕 2 (2005, The Sandlot 2)
- 허프 (2004)
- 스레시홀드 (2003)
- 라스트 서바이버 (2000)
- 오퍼레이터 (2000)
- 라이스 아저씨의 비밀 (2000)
- 어머! 물고기가 됐어요 (2000)
- 싸일런싱 메리 (1998)
- 워리어스 (1997)
- 마스터마인드 (1997, Masterminds)
- 어반 사파리 (1996)
- 위험한 동침 (1996)
- 해군생도 폴라 코프린 (1995)
- 죽지 않는 사나이 (1995)
- 신비의 호수 (1995, Magic in the Water)
- 텐더니스 (1995)
- 하트 오브 어 차일드 (1994)
- 크리스마스 로맨스 (1994)
- 앙드레 (1994)
- 죽음의 죄 (1992)

### 텔레비전
- 란마 ½ (1989-1995) - 영어 더빙
- 드래곤볼 Z (1989-95) - 영어 더빙
- 엑스파일 (1994)
- 제3의 눈 (1996, 1997)
- 스타게이트 SG-1 (1997-2006)
- 카일 XY (2006)
- 수퍼내추럴 (2007, 2015)
- 카프리카 (2010-11)
- 헬캣츠 (2010-11)
- 킬링 (2012)
- 애로우: 어둠의 기사 (2013)
- 아이좀비 (2015)
- 웨이워드 파인즈 (2015)
- 시간여행자 (2016)
- 베이츠 모텔 (2017)
- 굿 닥터 (2017-22)
- 낸시 드류 (2019-21)
- 호프 밸리 (2021)
- 업로드 (2022)